# Peggy Waleska
Peggy Waleska (* 11. April 1980 in Pirna) ist eine ehemalige deutsche Ruderin, die 2004 Olympiazweite wurde.
Die Ruderin vom Pirnaer Ruderverein 1872 war 1996 Zweite bei den Junioren-Weltmeisterschaften im Doppelvierer, 1997 gewann sie den Titel im Doppelzweier. 1998 belegte sie im Einer den dritten Platz. 1999 trat sie bei den U23-Weltmeisterschaften an und gewann im Doppelvierer. Für die Olympischen Spiele 2000 wurde sie als Ersatzruderin nominiert. 2001 gewann Peggy Waleska ihren ersten Deutschen Meistertitel im Doppelvierer und bei den Weltmeisterschaften auf dem Rotsee bei Luzern siegte sie zusammen mit Marita Scholz, Manuela Lutze und Manja Kowalski.
2002 wechselte Peggy Waleska zum Dresdner RC. Nach dem Gewinn des deutschen Meistertitels im Doppelvierer war sie bei den Weltmeisterschaften in Sevilla ebenfalls erfolgreich, zusammen mit Marita Scholz, Manuela Lutze und Kerstin Kowalski gewann sie ihren zweiten Weltmeistertitel. 2003 gewann sie erneut bei den Deutschen Meisterschaften, bei den Weltmeisterschaften in Mailand erhielt der Doppelvierer in der gleichen Besetzung wie im Vorjahr Bronze. 2004 gewann Peggy Waleska ihren vierten Deutschen Meistertitel im Doppelvierer. Bei den Olympischen Spielen in Athen startete sie zusammen mit Britta Oppelt im Doppelzweier. Die beiden Ruderinnen gewannen die Silbermedaille hinter Georgina und Caroline Evers-Swindell aus Neuseeland.
Für diesen Erfolg wurde sie am 16. März 2005 mit dem Silbernen Lorbeerblatt ausgezeichnet.
2005 trat Peggy Waleska im Einer an und belegte den achten Platz bei den Weltmeisterschaften in Gifu, bei den Weltmeisterschaften in Eton fuhr sie gar nur auf den zwölften Platz. Ein Jahr später trat Peggy Waleska bei den Weltmeisterschaften auf der Regattastrecke Oberschleißheim bei München im Doppelzweier an und belegte zusammen mit Christiane Huth den sechsten Platz. Bei den Weltmeisterschaften 2009 gewann Peggy Waleska mit dem deutschen Doppelvierer die Bronzemedaille.